# Cold Summer (bài hát)
"Cold Summer" (tạm dịch: Mùa hè mát lạnh) là đĩa đơn thứ hai được phát hành từ album Puppet Strings (2014) của ban nhạc rock Fuel. Bài hát này được Brett Scallions và Eddie Wohl sáng tác từ đầu những năm 2000, trước khi Fuel phát hành album Natural Selection vào năm 2003. Theo Scallions, ban nhạc đã thu âm bài hát này một vài lần và mất hi vọng vào nó cho đến khi nhà sản xuất Eddie Wohl thuyết phục được Scallions đưa bài hát vào album Puppet Strings.

## Danh sách và thứ tự bài hát
- Bài hát được sáng tác bởi Brett Scallions và Eddie Wohl. Ken Schalk lúc đầu được phân công biểu diễn trống trong bài hát này. Tuy nhiên, anh đã rời ban nhạc trước khi album Puppet Strings được phát hành.

| STT | Nhan đề       | Thời lượng |
| --- | ------------- | ---------- |
| 1.  | "Cold Summer" | 3:56       |

## Video âm nhạc
Một video âm nhạc cho bài hát đã được thu hình tại Agoura Hills, California và ra mắt vào ngày 24 tháng 7 năm 2014. Trong video, Scallions đóng vai một chàng trai phục vụ cho bể bơi đã nhảy vào một bữa tiệc.

## Phân công sản xuất
- Brett Scallions: Hát chính, guitar
- Andy Andersson: Ghi-ta chính
- Brad Steward: Ghi-ta, trống
- Ken Schalk: Trống

## Vị trí trên bảng xếp hạng
Bài hát ra mắt trên bảng xếp hạng Billboard Mainstream Rock Songs tại vị trí #40 và cũng không xuất hiện trên bất cứ bảng xếp hạng nào khác. Bài hát nằm trong bảng xếp hạng này 3 tuần trước khi ra khỏi bảng xếp hạng tại vị trí #39.
| Bảng xếp hạng (2014)               | Vị trí cao nhất | Chú thích |
| ---------------------------------- | --------------- | --------- |
| US Billboard Mainstream Rock Songs | 39              | [ 7 ]     |